# Dichotomius imitator
Dichotomius imitator är en skalbaggsart som beskrevs av Felsche 1901. Dichotomius imitator ingår i släktet Dichotomius och familjen bladhorningar. Inga underarter finns listade i Catalogue of Life.